# Siberische Tataren
De Siberische Tataren (Siberisch Tataars: Себер Татарлар, Seber Tartarlar) zijn een Turkstalige bevolkingsgroep in de bossteppen van Zuidwest-Siberië tussen de Oeral en de Jenisej. De eigen benaming  van de Siberische Tataren is Yerle Qalyq, ofwel "oudere bewoners", ter onderscheiding van de recenter geïmmigreerde Wolga-Tataren. Een aantal verwante volkeren in Siberië zoals de Tsjoelymen, Chakassen, Sjoren en Teleoeten worden ook wel als "Tataren" aangeduid.
Volgens de volkstelling van 2002 leefden er 9.611 Siberische Tataren in Siberië, naast de ruim 400.000 Wolga-Tataren die er zich sinds de Russische verovering van Siberië hadden gevestigd.
Er is geen onderwijs in de Siberisch-Tataarse taal; de plaatselijke scholen geven alleen les in het Russisch of het Wolga-Tataars, beide talen zijn niet inheems in het gebied maar door kolonisten in recente eeuwen gebracht.

## Oorsprong
De Siberische Tataren zijn de nazaten van het kanaat Sibir, welk in 1582 veroverd werd door het Russische Rijk. Geografisch worden ze onderverdeeld in drie groepen, elk met een eigen dialect, alle soennitische moslims van de Hanafi-madhab. 
Na de veroveringen van de Mongolen kwam ook West-Siberië onder de Gouden Horde. Een groot deel van de Monɡoolse troepen bestond echter uit Turkse stammen zoals de Kyptsjaken en het Turkse Kyptsjaaks werd uiteindelijk de lingua franca van de Gouden Horde en het in 1425 opgerichte kanaat Sibir. Onderzoek heeft aangetoond dat het idioom van het Siberisch-Tataars een duidelijk andere oorsprong heeft dan het Wolga-Tataars. Het wordt dan ook ingedeeld bij de Nogai-Kyptsjaakse talen in het zuiden, zij het met een langdurige invloed van het Bulgaar-Kyptsjaaks van de Wolga-Tataren.
De Siberische Tataren stammen dan ook deels af van de Mongoolse en Turkse veroveraars, maar meer nog van delen van de oorspronkelijke bevolking, samengesteld uit Jenisejische, Samojeedse, Oegrische en Toengoezische elementen, die zich tot de islam van de heersende klasse hadden bekeerd.

## Bevolking
Gezanten van Yediger Khan, de heerser van het kanaat Siberië, vertelden tijdens een bezoek aan Moskou in 1555 dat "het zwarte volk", dat wil zeggen het gewone volk zonder de adel, 30.7000 zielen bedroeg. In een verordening van Ivan IV van Rusland over te betalen tribuut wordt een aantal van 40.000 genoemd, hoewel er rekening mee gehouden moet worden dat velen deze tellingen en daarmee tribuutbetalingen trachtten te ontduiken.
Bij latere volkstellingen werd er geen onderscheid gemaakt tussen Siberische Tataren en naar het gebied getrokken Wolga-Tataren. Volgens de volkstelling van 2002 woonden er in het betreffende gebied 385.948 "Tataren", waarvan zich slechts 9.289 als Siberische Tataren identificeerden.

## Groepen

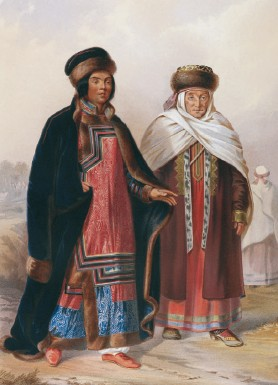
Siberische Tataren

#### Tobol-Irtysj-Tataren
De Tobol-Irtysj-Tataren vormen de grootste groep Siberische Tataren. Ze leven in de oblasten Tjoemen, Koergan en Omsk. Ze zijn onderverdeeld in de Zabolotnieje (Jaskolbinsk), Tobol, Koerdak-Sargat, Tara en Tjoemen-Toerin.

#### Baraba
De Baraba leven voornamelijk op de Baraba-steppe in de oblast Novosibirsk. Hun aantal bedraagt rond 8.000. Ze zijn onderverdeeld in de Baraba-Toerazj, Ljoebej-Toenoes en Terenin-Tsjoj

#### Tomsk-Tataren
De Tomsk-Tataren bewonen de oblasten Tomsk, Kemerovo en delen van de oblast Novosibirsk. Ze zijn onderverdeeld in de Kalmak, Tsjat en Eoesjta.